# Действительные члены НАН Армении
Национальная академия наук Республики Армения основана в 1943 году (до 1991 — Академия наук Армянской ССР, в 1991—1993 — Академия наук РА, нынешнее название с 1993). Действительными членами (академиками) Национальной академии наук Республики Армения (НАН РА) избираются учёные, создавшие научную школу либо обогатившие науку трудами первостепенного научного значения, подтверждённым международным признанием. Академики НАН РА избираются общим собранием академии не чаще, чем раз в три года, членство в академии пожизненное. Обязательным требованием для кандидатов в академики НАН РА является наличие гражданства Республики Армения. Суммарно с 1943 года было избрано 197 академиков.
Ниже приведён актуальный список действительных членов НАН РА.
Для каждого академика указана дата рождения; год избрания академиком; год избрания членом-корреспондентом (Член-корр.), если избирался; отделение НАН РА, в котором состоит академик; специализация, по которой академик был избран, и учёная степень.
Всего в списке 26 академиков (24 мужчины и 2 женщины), 7 — члены президиума НАН РА. 2 академика были избраны в Академию наук Армянской ССР, остальные 24 — в её преемницу — Национальную академию наук Республики Армения.

## Список академиков
Легенда
Учёные степени
- д. б. н. — доктор биологических наук (2 академика)
- д. г.-м. н. — доктор геолого-минералогических наук (1 академик)
- д. и. н. — доктор исторических наук (2 академика)
- д. м. н. — доктор медицинских наук (3 академика)
- д. социол. н. — доктор социологических наук (1 академик)
- д. т. н. — доктор технических наук (4 академика)
- д. ф.-м. н. — доктор физико-математических наук (8 академиков)
- д. х. н. — доктор химических наук (3 академика)
- д. э. н. — доктор экономических наук (1 академик)
- д. ю. н. — доктор юридических наук (1 академик)

Отделения НАН РА
- ОМТН — Отделение математических и технических наук НАН РА (7 академиков, академик-секретарь — академик НАН РА Ленсер Агаловян[4])
- ОФА — Отделение физики и астрофизики НАН РА (4 академика, академик-секретарь — академик НАН РА Радик Костанян[4])
- ОЕН — Отделение естественных наук НАН РА (6 академиков, академик-секретарь — член-корреспондент НАН РА Рубен Арутюнян[4])
- ОХНЗ — Отделение химии и наук о земле НАН РА (4 академика, академик-секретарь — вакансия
- ОАОН — Отделение арменоведения и общественных наук НАН РА (5 академиков, академик-секретарь — академик НАН РА Юрий Суварян[4])

Цветовые выделения

Красным цветом выделен президент НАН РА.

Серым цветом выделены члены президиума НАН РА.
| № п/п | Фамилия, имя, отчество        | Дата рождения        | Год избрания | Член-корр. | Отделение | Специализация                       | Степень       | Прим.  |
| ----- | ----------------------------- | -------------------- | ------------ | ---------- | --------- | ----------------------------------- | ------------- | ------ |
| 1     | Абраамян, Размик Аршалуйсович | 24 августа 1943 года | 2014         | 2000       | ОЕН       | Медицина                            | д. м. н.      | [ 5 ]  |
| 2     | Агаловян, Ленсер Абгарович    | 3 февраля 1940 года  | 1996         | не изб.    | ОМТН      | Механика                            | д. ф.-м. н.   | [ 6 ]  |
| 3     | Адамян, Карлен Григорьевич    | 19 января 1937 года  | 1996         | не изб.    | ОЕН       | Медицина                            | д. м. н.      | [ 7 ]  |
| 4     | Акопян, Вилен Паруйрович      | 1 мая 1938 года      | 1994         | 1990       | ОЕН       | Фармакология                        | д. м. н.      | [ 8 ]  |
| 5     | Амбарцумян, Рубен Викторович  | 27 октября 1941 года | 1986         | 1982       | ОМТН      | Математика                          | д. ф.-м. н.   | [ 9 ]  |
| 6     | Варданян, Ирма Арменаковна    | 24 ноября 1939 года  | 1996         | 1986       | ОХНЗ      | Химическая физика                   | д. х. н.      | [ 10 ] |
| 7     | Варданян, Рубен Саркисович    | 20 марта 1949 года   | 1996         | 1994       | ОХНЗ      | Химия                               | д. х. н.      | [ 11 ] |
| 8     | Газинян, Гагик Сергеевич      | 3 июня 1955 года     | 2014         | 2006       | ОАОН      | Юриспруденция                       | д. ю. н.      | [ 12 ] |
| 9     | Геворкян, Гегам Григорьевич   | 29 апреля 1958 года  | 2010         | 2000       | ОФА       | Математика                          | д. ф.-м. н.   | [ 13 ] |
| 10    | Джрбашян, Рубен Тигранович    | 13 декабря 1934 года | 1996         | не изб.    | ОХНЗ      | Геология                            | д. г.-м. н.   | [ 14 ] |
| 11    | Казарян, Эдуард Мушегович     | 16 января 1942 года  | 1996         | не изб.    | ОФА       | Физика                              | д. ф.-м. н.   | [ 15 ] |
| 12    | Костанян, Радик Беникович     | 7 апреля 1940 года   | 2014         | 2006       | ОФА       | Лазерная физика                     | д. ф.-м. н.   | [ 16 ] |
| 13    | Мелконян, Ашот Агасиевич      | 16 февраля 1961 года | 2014         | 2006       | ОАОН      | История                             | д. и. н.      | [ 17 ] |
| 14    | Мовсесян, Сергей Оганесович   | 20 декабря 1928 года | 1990         | 1982       | ОЕН       | Зоология                            | д. б. н.      | [ 18 ] |
| 15    | Мурадян, Рудольф Мурадович    | 19 июня 1936 года    | 1996         | 1986       | ОФА       | Теоретическая физика, космология    | д. ф.-м. н.   | [ 19 ] |
| 16    | Нерсисян, Анри Барсегович     | 27 февраля 1936 года | 1996         | 1986       | ОМТН      | Математика                          | д. ф.-м. н.   | [ 20 ] |
| 17    | Осипян, Лия Левоновна         | 15 января 1930 года  | 1996         | 1986       | ОЕН       | Ботаника, физиология растений       | д. б. н.      | [ 21 ] |
| 18    | Погосян, Геворк Арамович      | 16 ноября 1950 года  | 2014         | 2006       | ОАОН      | Социология                          | д. социол. н. | [ 22 ] |
| 19    | Сагиян, Ашот Серобович        | 4 июля 1957 года     | 2010         | 2006       | ОЕН       | Биоорганическая химия               | д. х. н.      | [ 23 ] |
| 20    | Сафрастян, Рубен Арамович     | 5 октября 1955 года  | 2014         | 2010       | ОАОН      | Востоковедение                      | д. и. н.      | [ 24 ] |
| 21    | Суварян, Юрий Михайлович      | 25 мая 1943 года     | 2010         | 2006       | ОАОН      | Экономика                           | д. э. н.      | [ 25 ] |
| 22    | Тарвердян, Аршалуйс Погосович | 15 октября 1945 года | 2014         | 2006       | ОМТН      | Сельскохозяйственное машиностроение | д. т. н.      | [ 26 ] |
| 23    | Хачатрян, Гурген Гайкович     | 1 марта 1947 года    | 1996         | не изб.    | ОМТН      | Информатика                         | д. т. н.      | [ 27 ] |
| 24    | Хачиян, Эдуард Ефремович      | 17 августа 1933 года | 1996         | не изб.    | ОХНЗ      | Геология                            | д. т. н.      | [ 28 ] |
| 25    | Шукурян, Самвел Кимович       | 18 августа 1950 года | 1996         | не изб.    | ОМТН      | Информатика, вычислительная техника | д. ф.-м. н.   | [ 29 ] |
| 26    | Шукурян, Юрий Гайкович        | 5 ноября 1940 года   | 1996         | 1990       | ОМТН      | Информатика, вычислительная техника | д. т. н.      | [ 30 ] |

## Статистика

### Возрастная структура академиков НАН Армении
Средний возраст действительных членов НАН Армении превышает 77 лет. Старейшему из академиков — зоологу Сергею Оганесовичу Мовсесяну 20 декабря 2024 года исполнилось 96 лет. Самый молодой академик — историк Ашот Агасиевич Мелконян — родился 16 февраля 1961 года. Дольше всех (с 1986 года) в ранге академика состоит математик Рубен Викторович Амбарцумян. Он же стал академиком в наиболее раннем возрасте (45 лет). В наиболее пожилом возрасте (74 года) избран академиком учёный в области лазерной физики  Радик Беникович Костанян.
| Эдуард Варданович Чубарян академик НАН РА |